# معتمدية دوز الجنوبية
معتمدية دوز الجنوبية إحدى معتمديات الجمهورية التونسية، تابعة لولاية قبلي. أحدثت هذه المعتمدية عام 2003 بعد أن كانت تشكل معتمدية واحدة مع معتمدية دوز الشمالية.

### مواضيع ذات علاقة
- ولاية قبلي.